# Jan Glinka
Jan Glinka (ur. 14 listopada 1890 w majątku rodzinnym Stary Susk k. Ostrołęki, zm. 26 marca 1963 w Łowiczu), polski działacz społeczny, archiwista, historyk Białegostoku i regionu.

## Życiorys
Syn Władysława i Joanny de Calonne, absolwent Gimnazjum Wojciecha Górskiego w Warszawie w 1910 r.
Student filozofii w Genewie, a następnie agronomii na Uniwersytecie w Lipsku (sekretarz Towarzystwa Bratnia Pomoc Studentów Polaków w Lipsku w 1912 r. oraz członek jej Komisji Nadzorczej w 1914 r. W latach 1913–1914 należał do Akademickiego Towarzystwa Rolniczego „Ceres” w Lipsku), od 1915 r. student Kursów Przemysłowo-Rolniczych w Warszawie (SGGW). Absolwent SGGW.
Od roku 1915 należy do Polskiej Korporacji Akademickiej Aquilonia, studenckiej organizacji ideowo-wychowawczej, w której został drugim prezesem w semestrze wiosennym 1915 r.
W okresie I wojny światowej przebywał z rodziną w Rosji, gdzie zajmował się pracą społeczną. Ziemianin, mieszkał w majątku rodzinnym Stary Susk k. Ostrołęki. W latach 30. zamieszkał w Białymstoku, gdzie pracował w Urzędzie Wojewódzkim jako kierownik Biura do Spraw Finansowo-Rolnych. Jednocześnie wykładał historię regionalną oraz historię sztuki w Seminarium Nauczycielskim, a później w Liceum Pedagogicznym.
Po II wojnie światowej mieszkał i pracował w Warszawie w Archiwum Głównym Akt Dawnych, ukończył wówczas historię na UW (dr nauk hum. 1961).
Zmarł w Łowiczu, pochowany na Cmentarzu w Nieborowie (kwatera 2-3-807).

## Działalność społeczna
- Pełnomocnik Centralnego Komitetu Obywatelskiego do Spraw Opieki nad Wychodźcami-Polakami w Rosławlu, Piotrogrodzie i Pskowie w latach 1915–1919,
- Członek Zarządu Okręgowego Towarzystwa Organizacji i Kółek Rolniczych w Ostrołęce,
- Założyciel Rolniczego Uniwersytetu Ludowego w Ostrołęce,
- Przewodniczący Koła Miłośników Historii, Literatury i Sztuki w Białymstoku.

## Działalność polityczna
- Prezes Koła Wojewódzkiego Związku Monarchistów Polskich, w roku 1927 prezes Rady Naczelnej tej organizacji.

## Ordery i odznaczenia
- Złoty Krzyż Zasługi (9 listopada 1932)[2]
- Srebrny Wawrzyn Akademicki (7 listopada 1936)[3]